# Redonda

Insula Redonda, vedere dinspre sud

Redonda este o insulă nelocuită din Caraibe care aparține din punct de vedere politic de Antigua și Barbuda.